# Eisenbahnunfall von Lutterbach

Die Unfallstelle in einer zeitgenössischen Lithografie: Vorne die Lokomotive, dahinter beschädigte Wagen, dahinter wiederum der Umriss des Zugteils, der im Gleis stehen blieb

Bei dem Eisenbahnunfall von Lutterbach stürzte am 13. März 1876 ein Personenzug der Reichseisenbahnen in Elsaß-Lothringen (EL), der von Mülhausen nach Straßburg unterwegs war, von einer zusammenbrechenden Brücke. Ein Mensch kam ums Leben.

## Ausgangslage
Das Frühjahr 1876 war durch anhaltende Regenfälle geprägt. Hinzu trat die Schneeschmelze in den Alpen und den Vogesen, die den Rhein und seine Zuflüsse Hochwasser führen ließen.:329
Die Bahnstrecke Straßburg (Elsaß) – Basel querte damals zwischen den Bahnhöfen Dornach und Lutterbach die Doller, einen linken Zufluss zur Ill, auf einer gemauerten Steinbrücke.:329
Gegen 4 Uhr morgens verließ der erste Personenzug dieses Tages den Bahnhof Mülhausen in Richtung Straßburg. Er bestand aus einem Gepäckwagen und sechs Personenwagen. Aufgrund der frühen Morgenstunde befanden sich nur 13 Reisende im Zug. Nach einem Halt in Dornach (heute ein Stadtteil von Mülhausen) setzte der Zug seine Fahrt fort.:329

## Unfallhergang
Das Hochwasser der Doller hatte einen Pfeiler der Doller-Brücke zwischen Dornach und Lutterbach so weit unterspült, dass die Brücke sich unter dem Gewicht der Dampflokomotive absenkte, als der Zug die Brücke befuhr. In der Folge entgleisten Lokomotive, Tender, Packwagen und die ersten beiden Personenwagen und stürzten in die Doller.:329

## Folgen
Bei dem Unfall starb ein Reisender und es gab einige Verletzte: Der Zugführer wurde schwer, der Schaffner des Gepäckwagens und zwei Reisende leicht verletzt. Alle anderen kamen ohne gravierende Verletzungen davon.:329
Bei der Bergung eines der Personenwagen kam es zu einem weiteren Unfall: Das Seil, an dem der Wagen hing, riss, der Wagen stürzte erneut in die Doller, wurde dabei endgültig zertrümmert und die (hölzernen) Reste fanden sich später als Treibgut entlang der Ufer flussabwärts.:329
Da sich die Unfallstelle auf der Hauptstrecke der EL befand, musste die Strecke so schnell wie möglich wiederhergestellt werden. Es entstand innerhalb von zehn Tagen eine hölzerne Behelfsbrücke, die nahezu wieder planmäßigen Verkehr ermöglichte.:330